# آداموس برمنزیس
آداموس برمنزیس (انگلیسی: Adam of Bremen؛ سده – ۱۲ اکتبر ۱۰۸۱) یک تاریخ‌نگار اهل آلمان بود.